# بول نيوهام
بول نيوهام (وُلد في 16 مارس 1962) هو معالج نفسي بريطاني متقاعد معروف بتطويره عدد من التقنيات المستخدمة في علم النفس والعلاج النفسي التي تنطوي على توظيف الفنون من أجل تسهيل واختبار شكلين من الاتصالات البشرية: التواصل الشخصي القائم على تحدث الأفراد بصوت عال وسماعهم بعضهم البعض، والتواصل غير الشخصي الذي يسمح بتمكين الأفراد من التحدث بشكل صامت مع ذواتهم. تؤكد نهج نيوهام على اختبار التجارب الصادمة نفسيًا من خلال وسائط التعبير اللفظية والأدبية، بما في ذلك الكتابة الإبداعية، ورواية القصص والأغاني. استُشهد به بواسطة العديد من أقرانه بوصفه رائدًا كتقدير لمساهمته الأصلية في العلاجات التعبيرية.
بدأ نيوهام في تعليم البالغين الشباب المصابين بالإعاقات التنموية والجسدية، ممن عانى كثير منهم من عدم القدرة على التعبير بواسطة الكلام، بالإضافة إلى مساعدتهم في الجمع بين الموسيقا الآلية واللفظ غير الكلامي كبديل تعبيري عن التواصل الكلامي. عمل نيوهام بعد ذلك في العلاج النفسي مع البالغين الذين لا يمتلكون مشكلة في التعبير اللفظي لكنهم يفتقرون إلى القدرة على إيصال ردود أفعالهم بشكل مرض تجاه الأحداث الصادمة نفسيًا باستخدام الكلمات المنطوقة. نتيجة لذلك، نجح نيوهام في تطوير عدد من التقنيات لمساعدة عملائه على فهم الطبيعة غير الكلامية لتجاربهم المؤلمة والتعبير عنها من خلال الوسائط الفنية، بما في ذلك الرقص، والموسيقا والدراما. أدخل الممارسون هذه التقنيات في الممارسة المهنية من مختلف التخصصات.

## أعماله

### الصوت البشري
أثناء دراسته الجامعية في كلية دارتينغتون للفنون، استوحى نيوهام من حياة المدرب الصوتي الألماني ألفريد وولفسون والأبحاث المنفذة في مركز ألفريد وولفسون للأبحاث الصوتية.
كان ألفريد وولفسون (1896-1962) يهوديًا ألمانيًا مصابًا بهلوسات سمعية مستمرة لصرخات الجنود الذين شهد موتهم متأثرين بجراحهم أثناء خدمته كحامل نقالة في خنادق الحرب العالمية الأولى في سن الثامنة عشرة. بعد تشخيص إصابته بصدمة القصف، لم يتعاف وولفسون بعد إقامته في المستشفى أو من خلال العلاج النفسي، لكنه ادعى نجاحه في شفاء نفسه من خلال نطق أصوات الهلوسات الشديدة، ما يمثل على حد تعبيره دمجًا بين التطهير وطرد الأرواح الشريرة. استمد وولفسون الشجاعة من خلال نطاق صوته وقدرته التعبيرية، الناتجة عن التدريبات والتقنيات الصوتية التي طورها في محاولة منه لعلاج أعراض الصدمة النفسية التي لحقت به جراء الحرب. بدء بعد ذلك في تعليم هذه التقنيات للآخرين، إذ عمل كمدرس للغناء ومعالج نفسي في الوقت نفسه، ساعيًا إلى دمج مبادئ كلا التخصصين.
تعاطف نيوهام مع الصدمة التالية للحرب التي عانى منها وولفسون، إذ عانى نفسه من صدمة نفسية جراء أصوات الجدالات العنيفة أثناء نشأته بين أمه وديريك نيوهام. نتيجة لذلك، عمل نيوهام على تطوير المساعي التي بدأت في مركز ألفريد وولفسون للأبحاث الصوتية وتوسيعها، فضلًا عن مواءمتها مع المبادئ المعرفية والنفسية الفيزيولوجية. ادعى نيوهام أن التعبير اللفظي من شأنه تحقيق العديد من الفوائد العلاجية المماثلة لتلك التي يمكن تحقيقها من خلال العلاجات التعبيرية، بما في ذلك العلاج بالدراما، والعلاج بالموسيقا والعلاج بالرقص والحركة.
أثناء كتابة أفرودة حول عمل ألفريد وولفسون، تعاون نيوهام مع المؤلف، وأمين الأرشفة وأمين المتحف البريطاني ليزلي شيبارد، الذي عمل على توثيق الأعمال المنجزة في مركز الأبحاث الصوتية من خلال تسجيل الأفلام، والتسجيلات الصوتية والمذكرات المكتوبة التوضيحية. جمع شيبارد أيضًا آلاف التسجيلات الصوتية الميدانية التي تمثل أشكالًا مختلفة من الموسيقا والأغاني، بما في ذلك تلك المستمدة من أفريقيا، وآسيا والأمريكيتين، التي قدمها لنيوهام. ألهمت هذه التسجيلات نيوهام لدراسة كيفية أداء الكلمات والموسيقا المقدسة والاستماع لها، بما في ذلك التراتيل، والترانيم والمانترا، التي تساهم في العديد من الأشكال الأصلية للتجربة الدينية، والممارسة الروحية والطب التقليدي.
عمل نيوهام في البداية على دراسة كيفية تأثير الأنواع المختلفة من الأصوات المسجلة على السامع، بما في ذلك الكلمات المنطوقة، والموسيقا وضجيج الأمبينت، ما قد يساهم في حث مجموعة من الاستجابات، بما في ذلك الاسترخاء، والهيبناغوجيا والتجارب التي يمكن مقارنتها بتلك التي يمكن الوصول إليها بواسطة التأمل. سعى نيوهام بعد ذلك إلى اكتشاف إمكانية استخدام الفنون الصوتية المقدسة والدينية، بما في ذلك الصلوات والبالاد، في التطبيقات النفسية العلاجية.
أصبح نيوهام مهتمًا بشكل خاص في النطاق الواسع للخصائص الصوتية التي أظهرها العديد من الشعوب الأصلية. نتيجة لذلك، حرص نيوهام على البحث عن الإمكانية التعبيرية للصوت البشري، ليعزز العمل الذي بدأه وولفسون ويلائمه مع سياق علم الموسيقا، وعلم النفس وعلم وظائف الأعضاء المعاصر. بدأ نيوهام بحثه بالتعاون مع طبيب الأذن والأنف والحنجرة د. غارفيلد في معهد أمراض الحنجرة وطب الأنف والحنجرة ومدرسة السمعيات التابعة لمستشفى الحلق، والأذن والأنف في لندن، الذي يشكل اليوم جزءًا من معهد «يو سي إل» للأذن. باستخدام تقنيات التصوير الطبي المختلفة، بما في ذلك تقنية الستروبوسكوبي بواسطة الفيديو، عمل غارفيلد دافيز على تصوير القناة الصوتية الخاصة بالمغنيين أثناء إصدارهم مجموعة واسعة من الأصوات. عمل نيوهام بعد ذلك على تحليل هذه التسجيلات، وربط الصفات الإدراكية المحددة، مثل الحدة، والصوت التنفسي والغن، مع الألفاظ الموافقة للقناة الصوتية. تبنى هذا البحث أيضًا مقاربة منهجية من أجل تفسير الخصائص الصوتية للصوت اللفظي وتصنيفها بالإضافة إلى تسهيل إنتاج الصوت المرن، ليصبح هذا مدمجًا اليوم في علاجات الكلام واللغة، وتدريبات فنون الأداء والعلاجات التعبيرية. في الوقت نفسه، تبنى الأخصائيون الطبيون والإداريون هذا النهج من أجل تحليل التواصل الصوتي.